# Charlotte Mary Yonge
Charlotte Mary Yonge, född den 11 augusti 1823, död den 24 maj 1901, var en engelsk författare, känd för sin stora produktivitet. Hennes verk nytrycks inte och är svåra att få tag på.
Hon föddes i Otterbourne, Hampshire, England, i en familj med religiös bakgrund, var en hängiven anhängare av Church of England, och starkt påverkad av John Keble, en nära granne och en av ledarna för Oxfordrörelsen. Ibland refererar man till Yonge själv som ”Oxfordrörelsens författare", eftersom hennes romaner ofta avspeglar värderingar inom anglokatolicismen.  
Hon började skriva år 1848, och publicerade under sitt långa liv ungefär 100 verk, mest romaner. Hennes första kommersiella framgång, The Heir of Redclyffe (1854), utgjorde grundplåten för att möjliggöra att skonaren Southern Cross kunde tas i drift för George Augustus Selwyns räkning. Liknande välgörenhetsprojekt möjliggjordes av inkomsterna av senare romaner. Yonge var också grundare av Monthly Packet, som hon och var utgivare för under 40 år. Det var en periodisk tidskrift med en varierad läsekrets, men med brittiska anglikanska flickor som målgrupp.
Bland de bäst kända av hennes verk är The Heir of Redclyffe, Heartsease, och The Daisy Chain. A Book of Golden Deeds är en samling av sanna historier om mod och självuppoffring. Hon skrev också Cameos from English History, Life of John Coleridge Patteson: Missionary Bishop of the Melanesian Islands och Hannah More. Hennes History of Christian Names beskrevs som "det första allvarliga försöket att tackla ämnet" och som ett standardverk om namn i förordet till den första utgåvan av The Oxford Dictionary of English Christian Names, 1944, trots bokens etymologiska tillkortakommanden. Fastän Yonges verk i stort sett inte finns tillgängliga numera, var hon under sin livstid beundrad och respekterad av sådana berömda litterära personligheter som Alfred Tennyson och Henry James, och hon påverkade starkt Prerafaeliterna, speciellt William Morris och Dante Gabriel Rossetti. Graham Greene citerar en hel del från The Little Duke (1897) i sin roman från 1943, The Ministry of Fear.
Hennes personliga exempel och inflytande på sin guddotter, Alice Mary Coleridge, spelade en avgörande roll för Coleridges kamp för kvinnornas rätt till utbildning. Resultatet blev att Abbots Bromley School for Girls grundades.
Efter hennes död publicerade hennes vän, assistent och medarbetare, Christabel Coleridge, den biografiska Charlotte Mary Yonge: her Life and Letters (1903).

## Eastleigh
År 1868 bildades en ny församling söder om Yonges hemort Otterbourne. Församlingen kom att bestå av orterna Eastley och Barton. Yonge donerade 500 pund för byggandet av en församlingskyrka och blev ombedd att välja vilken av de två orterna församlingen skulle namnges efter. Hon valde Eastley, men bestämde att den skulle stavas Eastleigh, eftersom hon uppfattade denna stavning som modernare.

## Utmärkelser
Nedslagskratern Yonge på planeten Venus är uppkallad efter henne.